# Urszula Dudziak (teolog)
Urszula Dudziak (ur. 29 czerwca 1959 w Kraśniku) – nauczyciel akademicki, doktor nauk humanistycznych w zakresie psychologii, doktor habilitowany nauk teologicznych, specjalista wychowania do życia w rodzinie, doradca życia rodzinnego, certyfikowany instruktor naturalnego planowania rodziny, psychoprofilaktyk, ministerialny rzeczoznawca podręczników wychowania do życia w rodzinie, koordynator zespołu ekspertów ds. podstawy programowej wychowania do życia w rodzinie w Ministerstwie Edukacji Narodowej, profesor Katolickiego Uniwersytetu Lubelskiego Jana Pawła II w Lublinie.

## Życiorys
W 1982 roku ukończyła jednolite studia magisterskie z psychologii na Wydziale Nauk Społecznych Katolickiego Uniwersytetu Lubelskiego. Na podstawie pracy magisterskiej z psychologii klinicznej pt. Cechy osobowości kobiet przerywających ciążę otrzymała tytuł zawodowy magistra psychologii. Pod kierunkiem ks. prof. Czesława Cekiery przygotowała rozprawę doktorską nt. Postawy wobec macierzyństwa kobiet przygotowujących się do małżeństwa (badania empiryczne w latach 1984/85 i 1994/95) uzyskując stopień naukowy doktora nauk humanistycznych w zakresie psychologii specjalność psychoprofilaktyka społeczna. Kontynuowała studia na Wydziale Teologii Katolickiego Uniwersytetu Lubelskiego w ramach jednolitych studiów magisterskich i doktoranckich na kierunku teologia. W roku 2004 uzyskała tytuł zawodowy magistra teologii, a 2006 roku licencjat kanoniczny z teologii pastoralnej w zakresie duszpasterstwa rodzin na podstawie pracy magistersko-licencjackiej pt. Akceptacja niektórych norm moralnych (Badania empiryczne wśród młodzieży licealnej). W roku 2010 na podstawie pozytywnego wyniku kolokwium habilitacyjnego, dorobku naukowego i rozprawy habilitacyjnej pt. Postawy wobec wychowania seksualnego a hierarchia wartości nauczycieli. Studium teologicznopastoralne otrzymała stopień naukowy doktora habilitowanego nauk teologicznych w specjalności teologia pastoralna.
Pracuje w Katedrze Psychopedagogiki Rodziny w Instytucie Nauk o Rodzinie i Pracy Socjalnej na Wydziale Teologii Katolickiego Uniwersytetu Lubelskiego Jana Pawła II w Lublinie. W 2014 roku uzyskała stanowisko profesora nadzwyczajnego.
Będąc ekspertem Ministerstwa Edukacji Narodowej do spraw wychowania do życia w rodzinie, była autorem stwierdzenia, iż stosowanie prezerwatyw i stosunek przerywany powoduje raka piersi a kobieta pozbawiona dobroczynnego wpływu nasienia, choruje. Stwierdzenie stało się podstawą zajęcia przez nią drugiego miejsca w plebiscycie na „Biologiczną Bzdurę Roku 2016”.

## Publikacje
- 2000, 2002: Wychowanie do miłości. Materiały dla nastolatków, ich rodziców i nauczycieli[6]
- 2001: Psychoseksuologia i wychowanie[6]
- 2001: Miłość, małżeństwo i co dalej[6]
- 2005: O miłości i życiu Katechezy dla dorosłych i młodzieży[6]
- 2003: Zapłodnienie in vitro w ocenie nauczycieli[6]
- 2003: Kochać, ale jak? Konspekty dla gimnazjum[6]
- 2002, 2003, 2004, 2005: Wychowanie w klasie szkolnej Scenariusze godzin wychowawczych dla szkół ponadpodstawowych[6]
- 2006: Naturalne planowanie rodziny – wybrane zagadnienia[6]
- 1999: Seksualność a polityka - od socjalizmu do liberalizmu[6]